# タンド線
タンド線（タンドせん、フランス語: Ligne de Tende）あるいはテンダ線（イタリア語: Linea del Tenda）とは、イタリアとフランスの国境地帯を走る鉄道路線である。イタリア・ピエモンテ州のクーネオから、タンド峠を越えフランス領アルプ＝マリティーム県のタンド（イタリア名: テンダ）を経由し、地中海沿岸のイタリア・リグーリア州のヴェンティミリアを結ぶ本線と、途中のブレイル・シュル・ロワイヤで分岐しニース（ニース・ヴィル駅）に至る支線からなる。

## 概要
イタリアとフランスの国境を越える3本の鉄道路線の一つであるが、他の2本（ニース-ヴェンティミリア-ジェノヴァ、リヨン-シャンベリ-トリノ）が長距離列車の多く通る幹線であるのに対し、タンド線は地域輸送と観光が主体のローカル線としての性格が強い。
西アルプス山脈を越えるトンネルの最高点での標高は1040mあり、海岸のヴェンティミリアやニースとの標高差は1000mを越える。両国にとって最大の山岳路線であり、これほどの高低差のある路線はヨーロッパでは他にレーティッシュ鉄道の路線群があるのみである。ロワイヤ川の渓谷に沿う景勝路線でもあり、トーマス・クック・ヨーロッパ鉄道時刻表の「ヨーロッパの景勝ルート」にも選ばれている。
タンド線の歴史はイタリアとフランスの関係を強く反映している。計画時から現在までに国境は二度変わっている。また第二次世界大戦時には深刻な被害を受け、長期間の運休を余儀なくされた。
タンド線沿線、特にニース-ブレイユ・シュル・ロワイヤ間は極めて不安定な地質であり、落石の危険が付き纏う。このため一部区間では最高速度が10km/hにまで規制されており、また落石検知用のワイヤーが張られている。

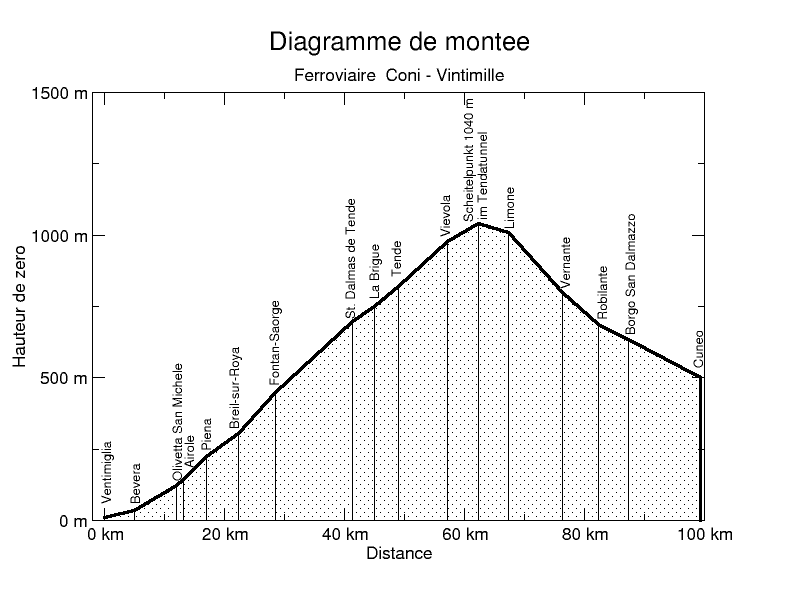
ヴェンティミリア–クーネオ間断面図

### 路線延長と駅数
起終点、分岐駅を含み、休止中の駅を除く。
- クーネオ-ヴェンティミリア: 99.4km・16駅
- ニース-ブレイユ・シュル・ロワイヤ: 44.1km・11駅

## 歴史

### タンド峠の街道

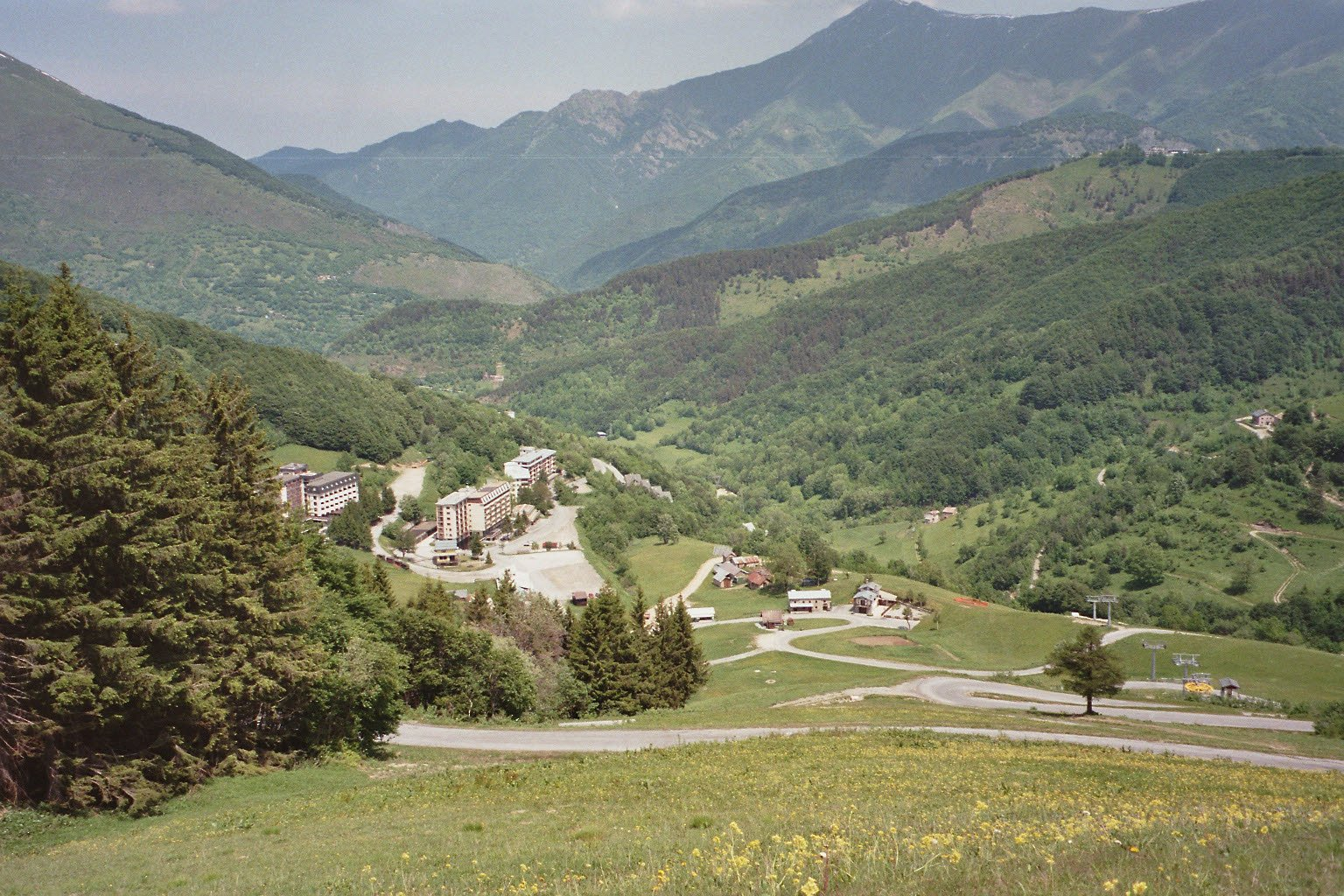
タンド峠のイタリア側。右下にリモーヌ駅が見える。

タンド峠は西アルプス山脈のうちリグーリアン・アルプスとマリティーム・アルプスの境界に位置する標高1870mの峠である。共和政ローマの時代には、ガリア・キサルピナ（北イタリア）とガリア・ナルボネンシス（南フランス）を結ぶ主要な街道がこの峠を通っていた。その後海岸沿いや他の峠を通る街道が整備されたことで重要性は低下したが、中世には内陸のポー川流域と海を結ぶ「塩の道」として機能していた。
中世以降、峠の北のピエモンテはサヴォイア家（サヴォイア公国、サルデーニャ王国）の支配下に入っていた。フランス革命からナポレオン戦争の時代には一時フランスに併合されたが、ウィーン会議の結果サルデーニャに復帰した。峠の西方のニースはサヴォイア家とフランスの勢力の間で争奪が繰り返され、南のリグーリアはジェノヴァ共和国の領土だったが、これらもウィーン会議の後サルデーニャ領として確定した。

### 初期の計画

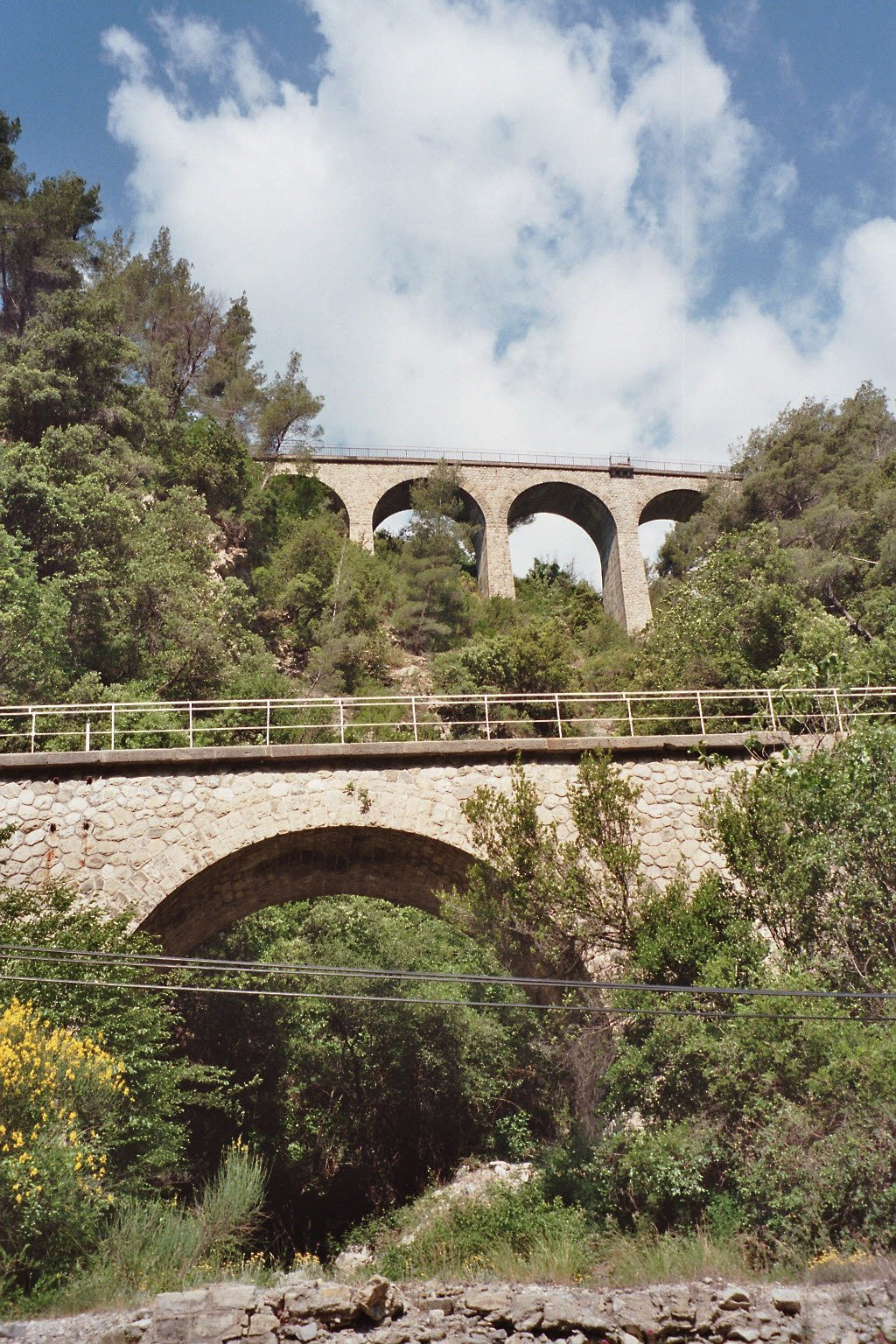
ブレイユ・シュル・ロワイヤ駅南方の橋梁。上がニース方面、下がヴェンティミリア方面への線路。

1850年代以降、サルデーニャではピエモンテと地中海を結ぶ鉄道の建設が計画された。1874年にはトリノとサヴォーナを結ぶ路線が開業している。
現在のタンド線の原型となる計画は、1856年にイタリア人技術者フィリッポ・セノッティによって提案されたものである。ただし現在の路線とはロワイヤ川下流部での経路が異なる。一方1857年にはプティ＝ニスペルによって現タンド線よりも西よりのルートでニースとクーネオを結ぶ路線が提案されている。
1860年、サルデーニャはプロンビエールの密約によりニースをフランスに割譲した。この結果、ロワイヤ川下流のヴェンティミリアはサルデーニャ（1861年以降はイタリア王国）領のままだったが、中流部はフランス領となった。ただし国境は現在のものと異なり、ロワイヤ川上流のタンドとラ・ブリグはサルデーニャ領にとどまった。これは国王ヴィットーリオ・エマヌエーレ2世の狩場を領内に残すためとされているが、国防上の意図もあった。
フランスでは、1879年の鉄道整備計画「フレシネ計画」の中で、ニースからソスペル、ブレイユ・シュル・ロワイヤを経由してイタリア国境のフォンタンに至る路線が定められた。同じ頃イタリアでもタンド線クーネオ-ヴェンティミリア間の建設が決定した。ただしフランスでは国防上の理由から鉄道建設に反対する意見が広まり、1887年には調査事務所が閉鎖されてしまった。

### 鉄道建設
1883年、イタリア側の路線の工事がクーネオから始まった。1889年にはタンド峠トンネルの掘削が始まり、1898年に貫通した。フランスでは1900年に軍務省がニース-ブレイユ・シュル・ロワイヤ間の着工を決めた。

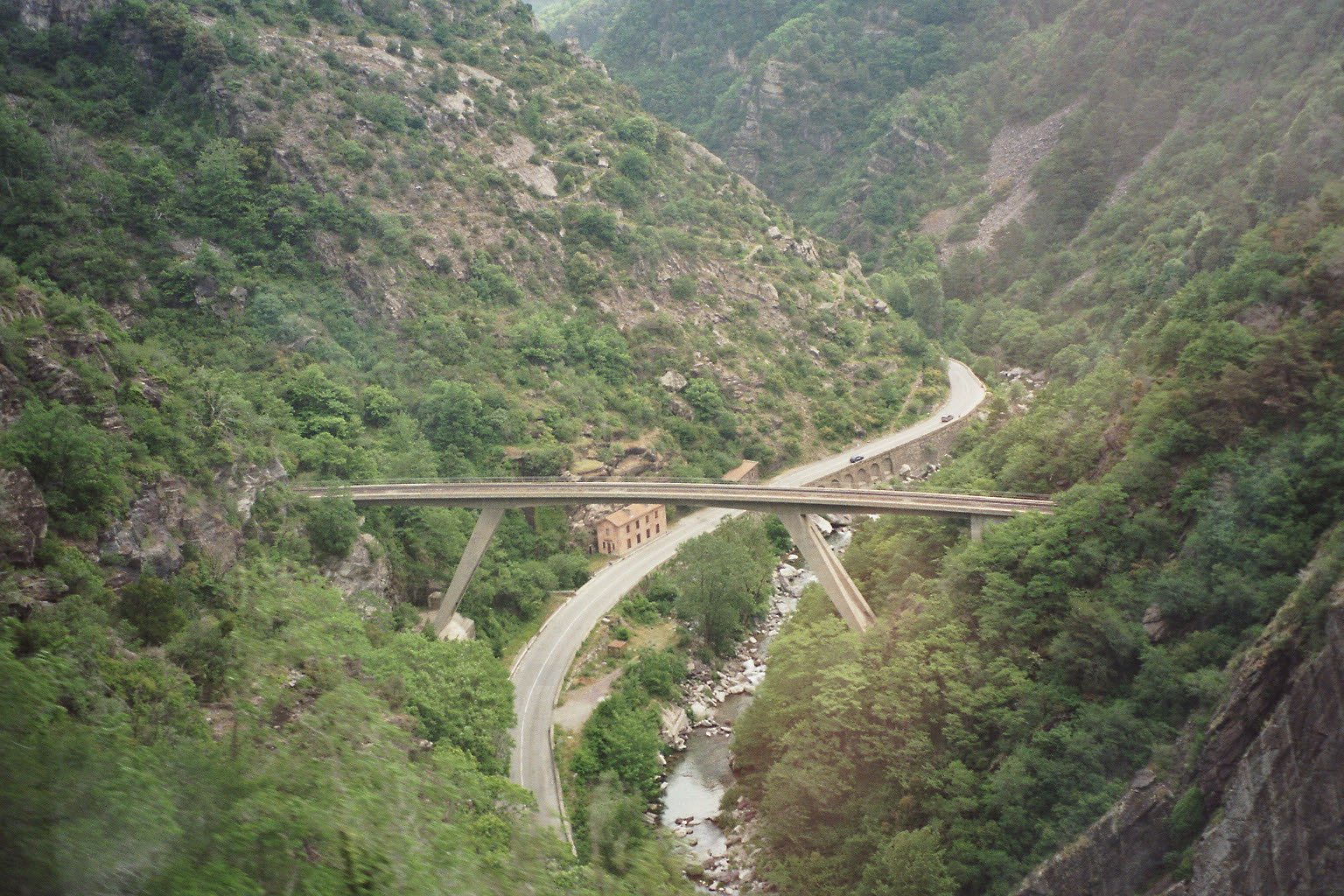
スカラスイ橋

この頃イタリアでは、路線の経路を修正して全線がイタリア領内を通るようにすべきだとの提案がなされたが、そのためには稜線のイタリア側に長大トンネルを掘らなければならないため却下された。一方フランス側では、ソスペル-ブレイユ・シュル・ロワイヤ間の経路を短縮するため、グラジヤン山の地下にトンネルを掘ることが提案された。このトンネルは両端はフランス領だが、全長3882mのうち中間の2305mがイタリア領の地下を通っているため、建設には両国の合意が必要であった。
1904年6月のフランス・イタリア間の協定で、ニース-クーネオ間を1914年に開通させることが定められた。1908年にはロワイヤ川下流部分のヴェンティミリアからフランス国境までの工事が始められ、また1912年にはニース-ソスペル間のブラウストンネル（5938m）が着工された。
1914年、第一次世界大戦の勃発にともない、フランス側の工事は中断した。イタリア側ではその後も工事が続けられたが、1915年のオーストリア・ハンガリー帝国との開戦にともない、やはり工事が中断した。
戦後工事は再開された。1921年にはスカラスイ、サオルジュの橋梁が着工され、ともに1923年に完成した。

### 開業

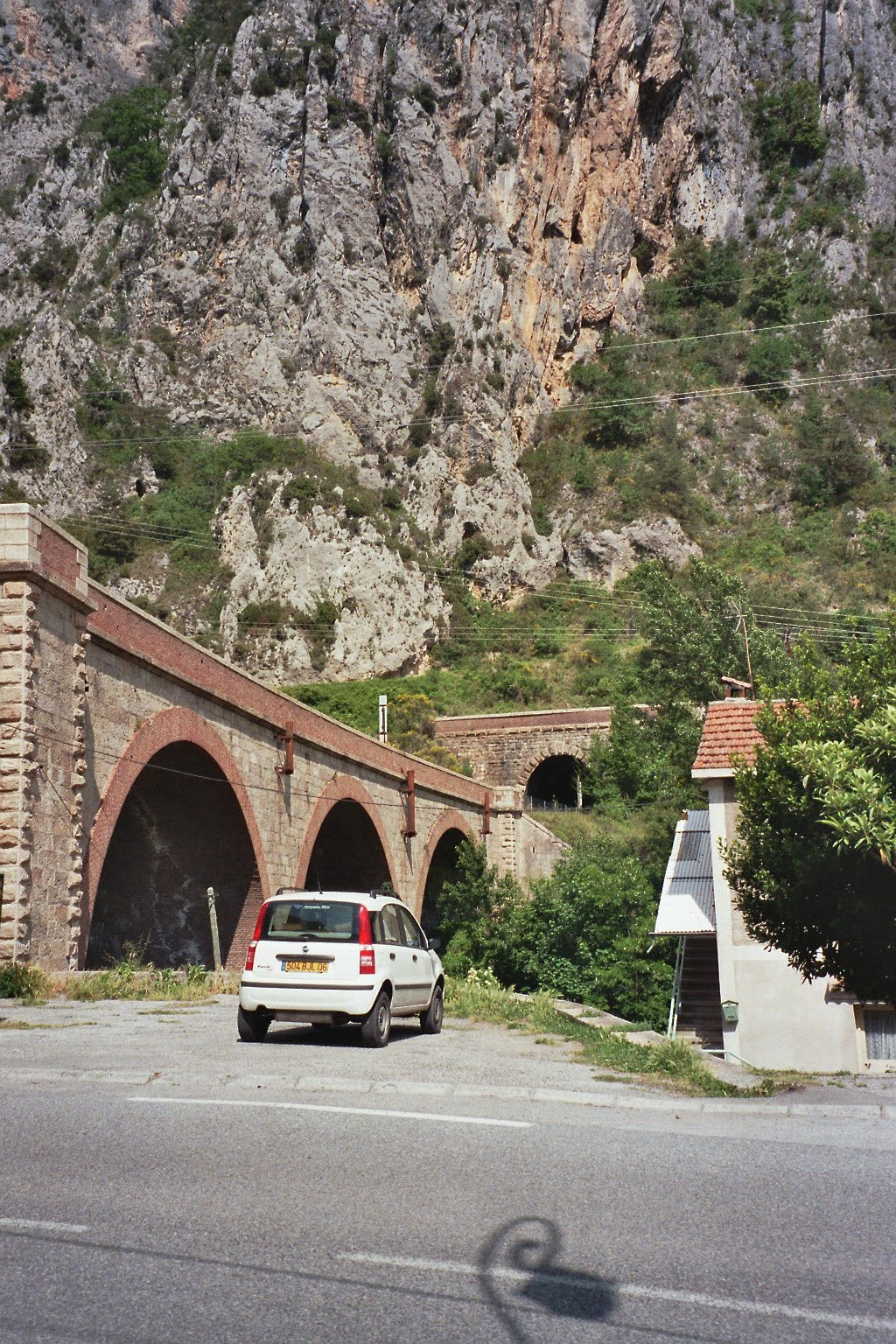
高架橋の脇に架線柱の跡が残る。

1928年10月30日、クーネオ-ヴェンティミリアおよびブレイユ・シュル・ロワイヤ-ニースの全線が開業した。イタリア側ではイタリア国鉄（FS）が、フランス側ではパリ-リヨン-地中海鉄道（PLM、1938年以降フランス国鉄）が運営を担当した。
1931年には、イタリア領区間のクーネオ-サン・ダルマ・ド・タンドとピエーヌ-ヴェンティミリア間が三相交流3600V、16Hz2/3で電化された。中間のフランス領区間は非電化のままだったが、1935年にはイタリア領区間と同様の方式で電化された。これにより機関車交換が不要になったためクーネオ-ヴェンティミリア間の所要時間は約30分短縮された。なおブレイユ・シュル・ロワイヤ-ニース間の支線は電化されることはなかった。
1937年以降、世界恐慌の影響や保護貿易主義、フランス・イタリアの関係悪化などのため、タンド線の輸送量は大きく減少した。1939年には国境を越える輸送はほぼ完全に停止してしまった。

### 第二次世界大戦

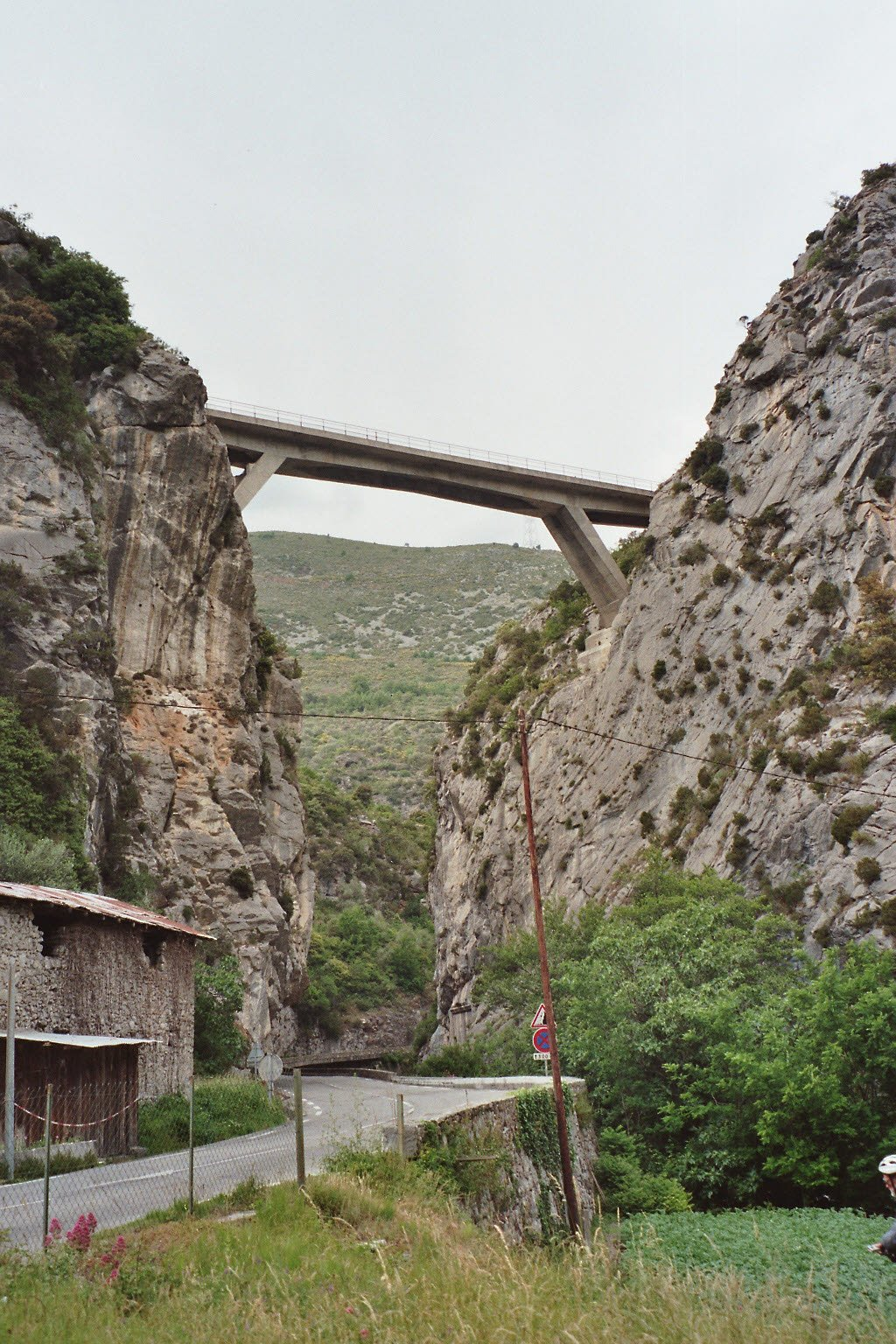
サオルジュ橋

1940年6月、イタリアはフランスに宣戦布告し、フランス南部に侵攻した。このときグラジヤン山トンネルの入口とサオルジュ橋が破壊された。休戦後、沿線一帯はイタリア軍の占領下に置かれ、イタリアによって復旧工事が行われた。クーネオ-ヴェンティミリア間は1940年11月17日に復旧した。ただし、運行は軍用列車に限られていた。
1943年、イタリアが連合国と休戦すると、イタリア軍の占領地域はドイツ軍によって再占領された。この過程でサオルジュ橋がイタリア軍によって破壊され、今度はドイツの手で修復された。1945年、ドイツ軍はロワイヤ川流域からの撤退に際し、すべての橋を爆破した。サオルジュ橋は5年の間に3度破壊されたことになる。

### 戦後の復興
1945年夏にはニース-ソスペル間で列車の運行が再開された。鉄道に沿う電信はその年の内に全線が復旧している。また戦争の影響の比較的少なかった北部のクーネオ-ヴィエヴォラ間は1946年に復旧した。
1947年、パリ講和条約により、イタリア領の一部がフランスに割譲された。これにより両国の国境はタンド峠となり、グラジヤン山トンネルは全線がフランス領内となった。
この後ソスペル-ブレイユ・シュル・ロワイヤ間の運行が再開されたが、新たに国境となったタンド峠トンネルを含むリモーネ-ヴィエヴォラ間の旅客営業は休止された。ただし、木材の輸送のための貨物列車はイタリア国鉄によって運行されていた。

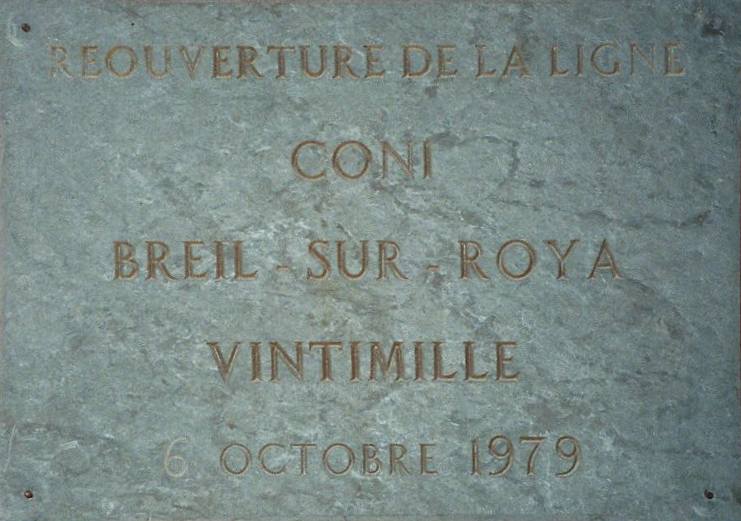
復旧記念のプレート（ブレイユ・シュル・ロワイヤ駅）

1963年、フランスはクーネオ-ヴェンティミリア間の再建を承認した。1970年の協定で、中間のフランス領区間もイタリアが建設することが定められた。工費の90%は戦時賠償としてイタリアが負担した。路線の規格はフランス領区間についてもイタリアのものが適用された。この路線の主目的はイタリア領のピエモンテと海岸（ヴェンティミリア）を結ぶことだからである。
1973年、まずロワイヤ川下流のイタリア領区間であるピエーヌ-ヴェンティミリア間が着工され、1976年にはフランス領区間でも工事が始まった。ほぼすべての橋を架け直す必要があった。中でもベヴェラ橋、スカラスイ橋は大工事となった。
タンド線は公式には1979年10月6日をもって全線が復旧した。ただし、戦前存在した電化はリモーネ以北を除いて再建されなかった。
2003年1月27日、ビヨーニャトンネル内で列車の衝突事故が発生し、2人が死亡、4人が重傷を負った。

## 沿線概況

### 線形
タンド峠の南側に3つ、北側に１つの合計4ヵ所のループ線がある。このほか峠の南側には勾配緩和のための馬蹄形（Ω字形）のトンネルが4ヵ所ある。

### トンネル
クーネオ-ヴェンティミリア間には83の、ブレイユ・シュル・ロワイヤ-ニース間には24のトンネルがある。500m以上の主要なトンネルは以下の通り。

#### クーネオ–ヴェンティミリア
| 名称                                                                             | 長さ (m) | 備考                                  |
| -------------------------------------------------------------------------------- | -------- | ------------------------------------- |
| タンド峠トンネル (Tunnel de col de Tende) またはタンドトンネル (Tunnel de Tende) | 8 099    | フランス領 3 732 m イタリア領 4 367 m |
| Tunnel de Berghe                                                                 | 1 884    | 馬蹄形                                |
| Tunnels de Rioro ※                                                               | 1 828    | ループ線の一部                        |
| Tunnels des gorges du Paganin ※                                                  | 1 702    | ループ線の一部                        |
| Tunnel de Bosseglia                                                              | 1 583    | 馬蹄形                                |
| Galleria elicoidale di Vernante                                                  | 1 502    | ループ線の一部                        |
| Tunnel Cagnolina                                                                 | 1 468    | ループ線の一部                        |
| Galleria dell'Altipiano                                                          | 1 276    |                                       |
| Tunnel Branego                                                                   | 1 273    | 馬蹄形                                |
| Tunnel de Porcarezzo                                                             | 1 250    | 馬蹄形                                |
| Tunnel du Gigne                                                                  | 1 186    |                                       |
| ビヨーニャトンネル (Tunnel de Biogna)                                            | 1 154    |                                       |
| Galleria Boglia                                                                  | 1 086    |                                       |
| Galleria Bocce                                                                   | 931      |                                       |
| Galleria Lamberta                                                                | 850      |                                       |
| Tunnel de l'Agrie                                                                | 835      |                                       |
| Galleria Sardinesca                                                              | 820      |                                       |
| Galleria Para                                                                    | 754      |                                       |
| Tunnel de la Frontière                                                           | 743      |                                       |
| Tunnel de Devenzo                                                                | 733      |                                       |
| Tunnel de Fromentino                                                             | 646      |                                       |
| Tunnel de Précipus                                                               | 622      |                                       |
| Galleria Mantici                                                                 | 604      |                                       |
| Galleria Colombo                                                                 | 601      |                                       |

※ は単一のトンネルではなく、複数のトンネルとシェルターが連続したものである。

#### ブレイユ・シュル・ロワイヤ–ニース
| 名称                                          | 長さ (m) |
| --------------------------------------------- | -------- |
| ブラウス峠トンネル (Tunnel du col de Braus)   | 5 938    |
| グラジヤン山トンネル (Tunnel du mont Grazian) | 3 882    |
| Tunnel de Caranca                             | 915      |
| Tunnel Santa Augusta                          | 754      |
| Tunnel de Carabacel                           | 663      |
| Tunnel de Coalongia                           | 527      |

ブラウス峠トンネルは、全線がフランス領内にあるトンネルとしてはフランス最長である。

### 橋梁

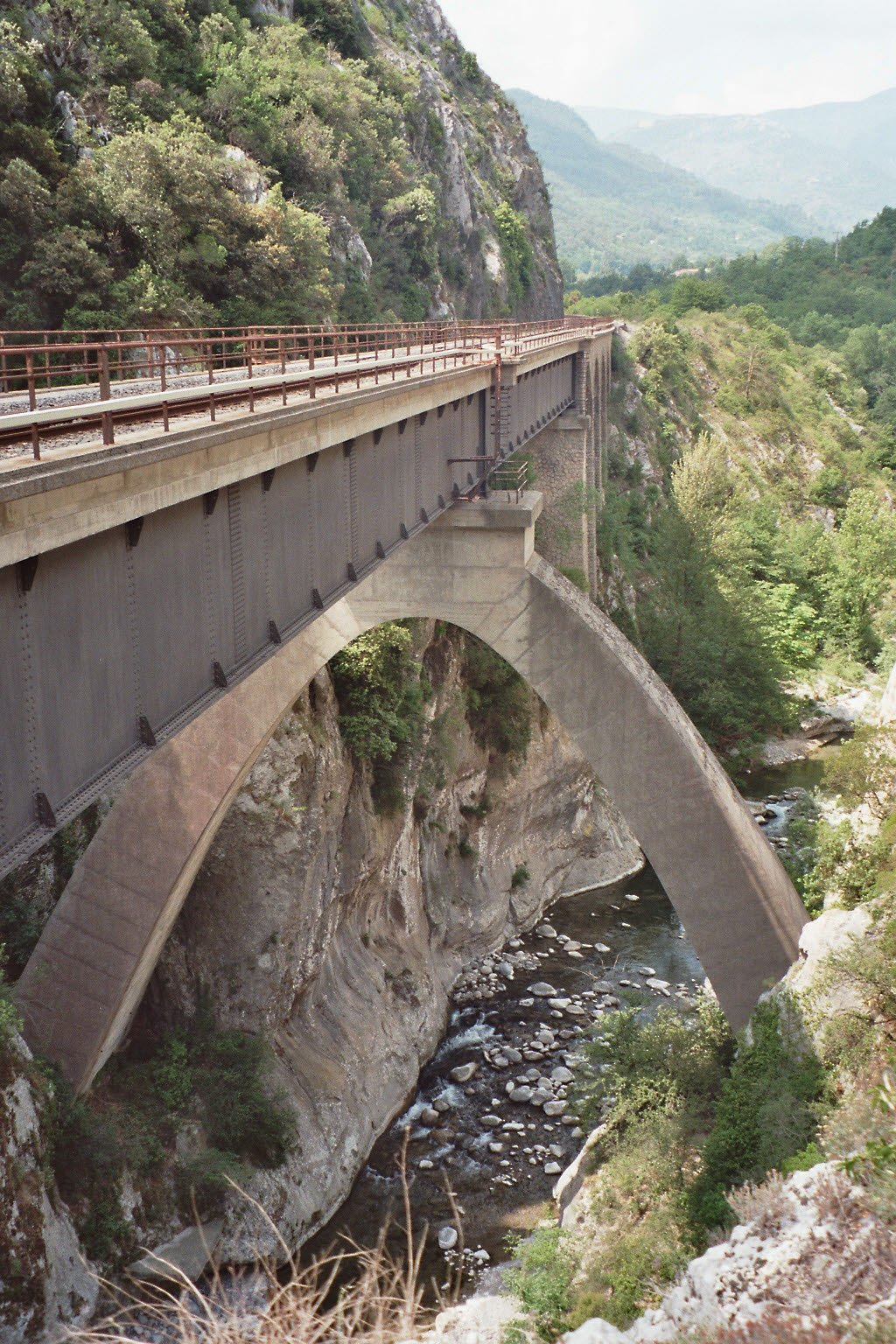
ベヴェラ橋

タンド線の中間部分はロワイヤ川渓谷の崖に張り付くように走っており、何度も川を渡るため多くの橋がある。その高さは水面から60mに達するものもある。
橋の大半は第二次世界大戦で破壊された後架け直されたものである。多くの橋は鉄筋コンクリートを用いて再建され、以前のものとは異なった構造となっている。
特徴的な構造の橋として、支線部分のベヴェラ橋があげられる。この橋は1898年の完成当時、鉄製の格子状の橋床の中間部分を、橋と直行する向きの石造りのアーチが支える構造だった。この橋は川と極めて浅い角度で交わっているため、橋と同じ向きにアーチを作ると支間が長くなりすぎるためこのような構造になった。1940年に破壊された後、1967年に鉄筋コンクリートで再建された。

#### クーネオ–ヴェンティミリア
| 名称                                | 高さ (m) | 長さ (m) |
| ----------------------------------- | -------- | -------- |
| Viaduc des Éboulis                  | 22       | 270      |
| Viaduc de la Maglia                 | 18       | 162      |
| スカラスイ橋 (Viaduc de Scarassoui) | 38       | 125      |
| サオルジュ橋 (Viaduc de Saorge)     | 60       | 58       |
| Viaduc de l'usine électrique        | 31       | 107      |
| Viaduc de Tende                     | 36       | 191      |
| Viaduc de Saint-Dalmas              | 24       | 130      |
| Viaduc de la Chapelle               | 32       | 89       |
| Viadotto Rivoira                    | 45       | 233      |

#### ブレイユ・シュル・ロワイヤ–ニース
| 名称                          | 高さ (m) | 長さ (m) |
| ----------------------------- | -------- | -------- |
| Viaduc de la Launa            | 30       | 135      |
| Viaduc de Faquin              | 25       | 125      |
| Viaduc de l'Erbossiera        | 48       | 205      |
| Viaduc de l'Euira             | 27       | 70       |
| Viaduc de l'Escarene          | 38       | 225      |
| Viaduc de Bassera             | 26       | 140      |
| Viaduc de Bancao              | 21       | 125      |
| ベヴェラ橋 (Viaduc de Bevera) | 30       | 125      |

### 軍事施設

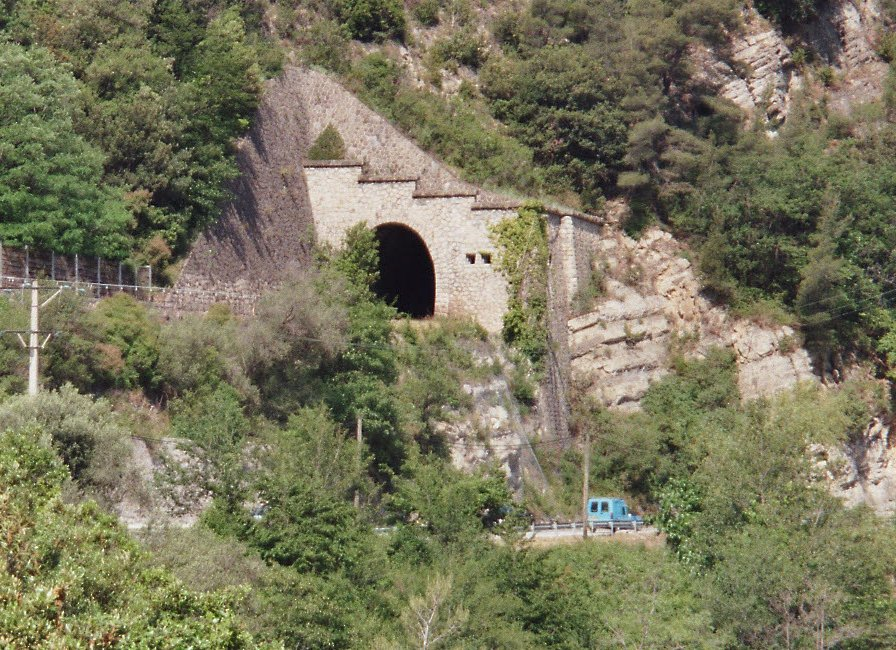
銃座の残る坑口

19世紀末のフランス・イタリア間の緊張を反映して、タンド線には数々の軍事施設が併設されている。いくつかのトンネルの坑口には銃座が設けられており、今日でもその跡が残っている。
第二次世界大戦前にフランスによって築かれたマジノ線（アルパイン線）はレスカレーヌ付近を通っていた。このためブラウス峠トンネルのソスペル側入口は砲兵陣地で守られていた。

## 運行形態

### 旅客列車

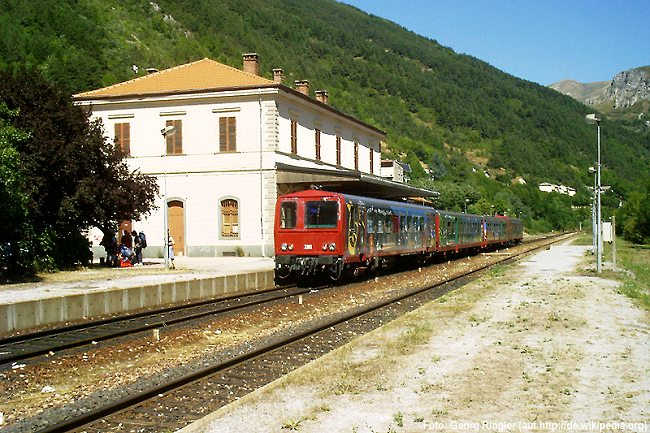
タンド駅に停車中のトラン・デ・メルヴェイユ（2003年）。2007年現在とは使用車両が異なる。

列車の運行はフランス領区間ではフランス国鉄（SNCF）が、イタリア領区間はトレニタリアが行なっている。フランス国鉄の区間はTERプロヴァンス＝アルプ＝コート・ダジュールの一部である。
列車は原則として各駅停車であるが、一部の小駅を通過するものもある。クーネオ-ヴェンティミリア間は1時間から2時間に1本が運転されており、一部はクーネオからトリノまで直通する。ニース-ブレイユ・シュル・ロワイヤ間はこれより少なく、一日約6往復である。一部の列車はニース-タンド間あるいはニース-クーネオ間を直通する。またニース-ドラ・カンタロン間はニースの近郊区間と位置づけられており、この区間のみの列車も運転されている。
クーネオ-ヴェンティミリア間の所要時間は約2時間、ニース-ブレイユ・シュル・ロワイヤ間は約1時間である。
夏の観光シーズンには、ニース発タンド行およびクーネオ発ニース行の各一本（2007年の場合）が「トラン・デ・メルヴェイユ（Train des Merveilles、驚異の列車）」として運転される。ダイヤや運賃は通常と同じであるが、ガイドが同乗し沿線の観光案内を行なう。列車名はタンドの近くにある先史時代の遺跡「ヴァレ・デ・メルヴェイユ（Vallée des Merveilles、驚異の谷）」に由来する。
運賃はフランス領区間ではフランス国鉄の、イタリア領区間ではトレニタリアのものが適用されるが、途中にフランス領を挟むリモーネ以北とオリヴェッタ・サン・ミケーレ以南を直通する場合には全線に渡ってトレニタリアの運賃が適用される。

### 貨物列車
貨物列車が運転されているのはタンド峠の北側のリモーネ以北のみである。主にセメントが輸送されている。

## 車両

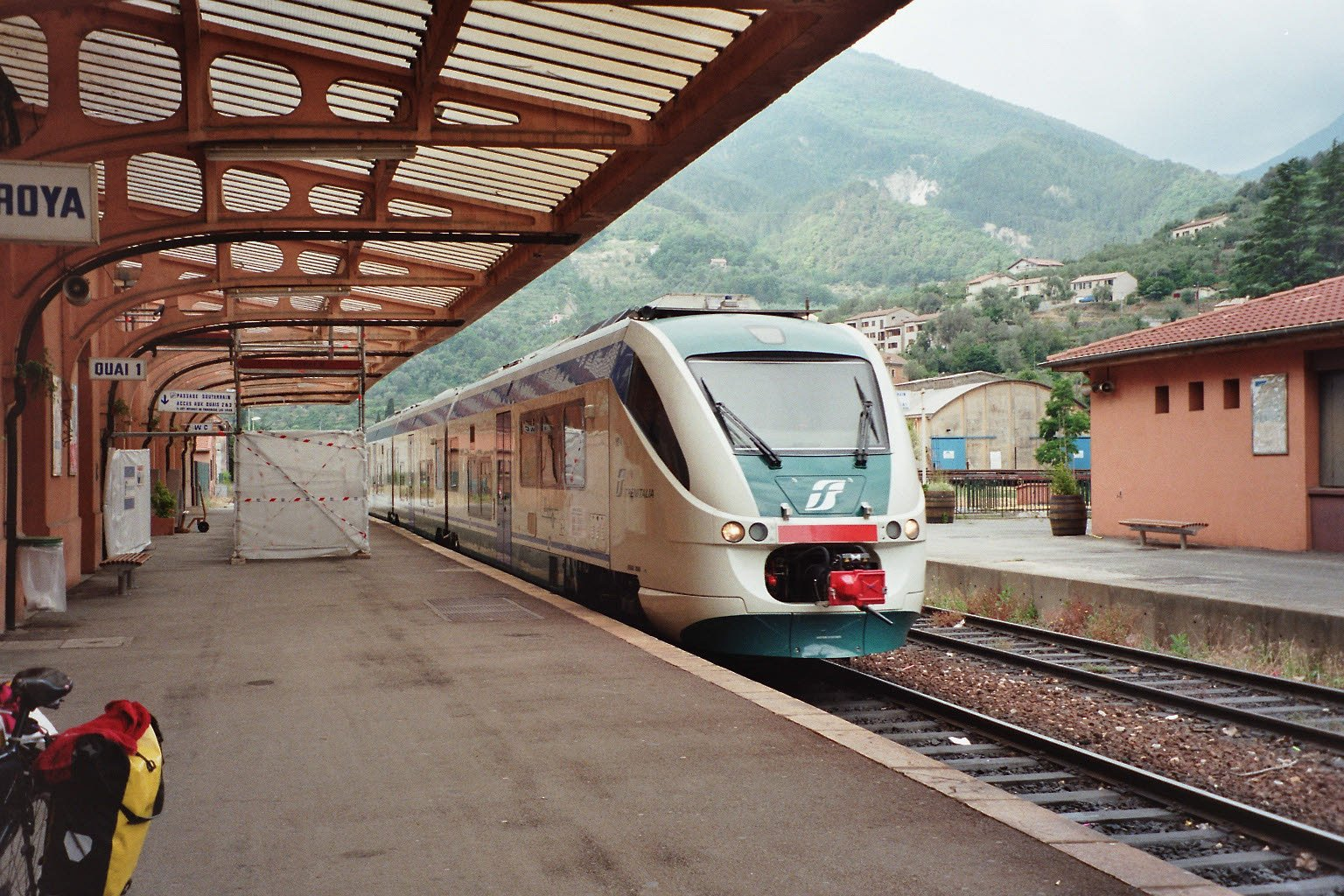
トレニタニアの車両（ブレイユ・シュル・ロワイヤ駅）

1979年の再開以来、旅客列車はディーゼルカーで運転されている。原則としてクーネオ-ヴェンティミリア間の系統はトレニタリアの、ニース発着の系統はフランス国鉄の車両が使用されている。
2005年以降、トレニタリア、フランス国鉄とも新型車両を投入している。トレニタリアのものは「ミヌエット」の愛称で知られる低床車両である。フランス国鉄のものはボンバルディアがTER向けに製造しているX76500である。
イタリア領内区間の貨物列車は電気機関車牽引である。

## 駅一覧
一部の駅はイタリアからフランスに割譲された際にフランス名に変更されている。

### クーネオ–ヴェンティミリア
| 駅名                         | 原語表記             | 累計キロ | 標高 (m) | 備考                              | 国       |
| ---------------------------- | -------------------- | -------- | -------- | --------------------------------- | -------- |
| クーネオ                     | Cuneo                | 0        | 502      | フランス名: Coni                  | イタリア |
| ボルゴ・サン・ダルマッツォ   | Borgo San Dalmazzo   | 7.1      | 630      |                                   | イタリア |
| ロッカヴィオーネ             | Roccavione           | 14.5     | 647      |                                   | イタリア |
| ロビランテ                   | Robilante            | 17.0     | 678      |                                   | イタリア |
| ヴェルナンテ                 | Vernante             | 23.0     | 799      |                                   | イタリア |
| リモーネ                     | Limone               | 32.0     | 1 002    |                                   | イタリア |
| ヴィエヴォラ                 | Vievola              | 42.2     | 979      |                                   | フランス |
| タンド                       | Tende                | 50.4     | 821      | イタリア名: Tenda                 | フランス |
| ラ・ブリグ                   | La Brigue            | 54.4     | 749      | イタリア名: La Briga              | フランス |
| サンダルマ・ド・タンド       | St-Dalmas-de-Tende   | 58.1     | 696      | イタリア名: San Dalmazzo di Tenda | フランス |
| フォンタン・サオルジュ       | Fontan-Saorge        | 70.8     | 449      |                                   | フランス |
| ブレイユ・シュル・ロワイヤ   | Breil-sur-Roya       | 77.1     | 305      |                                   | フランス |
| ピエーヌ                     | Piène                | 82.3     | 226      | イタリア名: Piena 休止中          | フランス |
| オリヴェッタ・サン・ミケーレ | Olivetta San Michele | 86.2     | 143      |                                   | イタリア |
| アイローレ                   | Airole               | 87.4     | 123      |                                   | イタリア |
| ベヴェラ                     | Bevera               | 94.4     | 34       |                                   | イタリア |
| ヴェンティミリア             | Ventimiglia          | 99.4     | 11       | フランス名:Vintimille             | イタリア |

### ニース–ブレイユ・シュル・ロワイヤ
| 駅名                       | 原語表記            | 累計キロ | 標高 (m) | 国       |
| -------------------------- | ------------------- | -------- | -------- | -------- |
| ニース・ヴィル             | Nice-Ville          | 0.0      | 20       | フランス |
| ニース・サン・ロシュ       | Nice-St-Roch        | 2.3      | -        | フランス |
| ラリアン-ラ・トリニテ      | L'Ariane-la Trinité | 4.5      | -        | フランス |
| ラ・トリニテ-ヴィクトル    | La Trinité-Victor   | 6.9      | -        | フランス |
| ドラ・カンタロン           | Drap-Cantaron       | 9.0      | 116      | フランス |
| ペイヨン-サン・テクル      | Peillon-Ste-Thècle  | 13.5     | -        | フランス |
| ペイユ                     | Peille              | 16.7     | -        | フランス |
| レスカレーヌ               | L'Escarène          | 23.4     | 370      | フランス |
| トウェ・ド・レスカレーヌ   | Touët-de-l'Escarène | 24.9     | -        | フランス |
| ソスペル                   | Sospel              | 33.5     | 349      | フランス |
| ブレイユ・シュル・ロワイヤ | Breil-sur-Roya      | 44.1     | 305      | フランス |

### 特徴的な駅

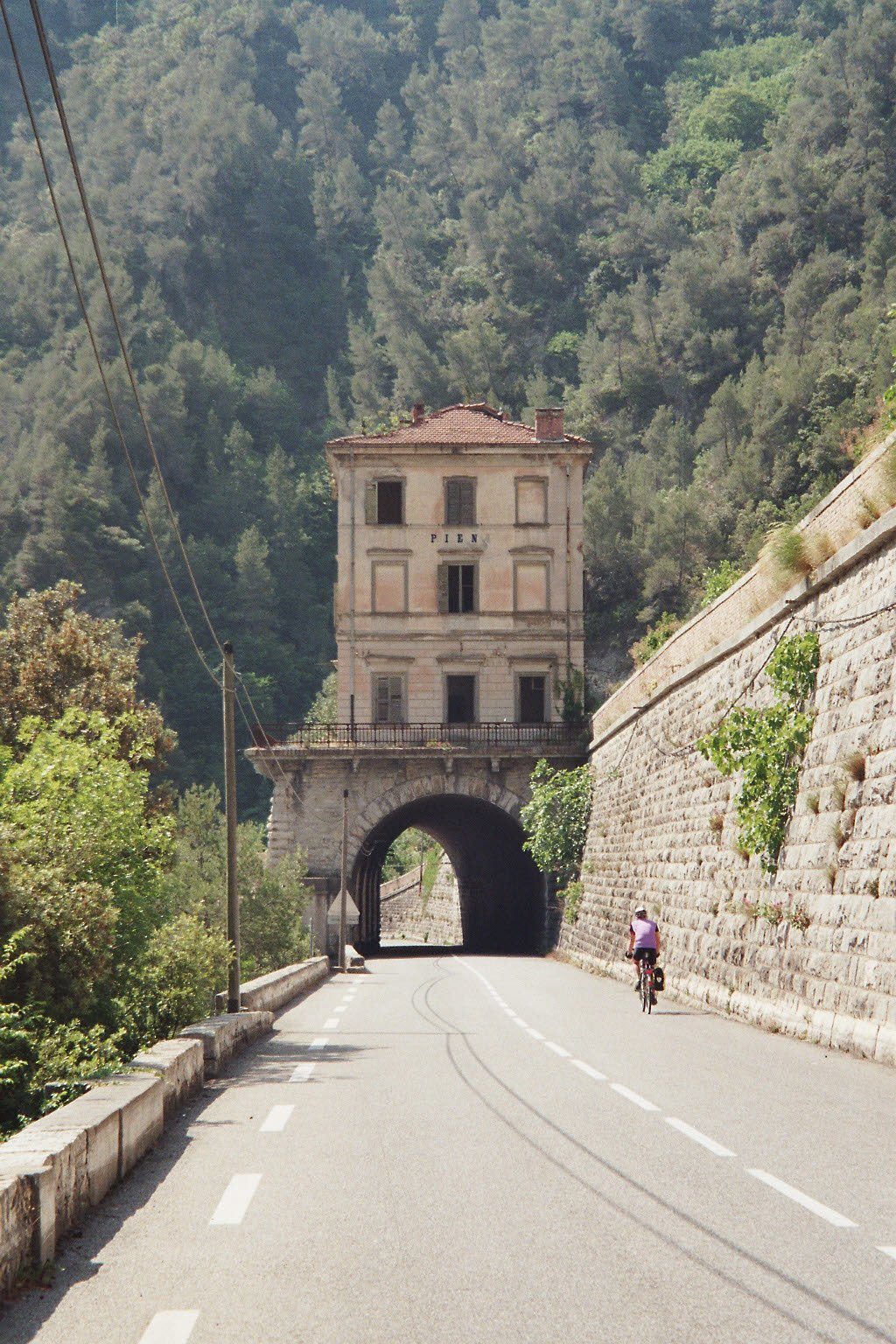
ピエーヌ駅

サンダルマ・ド・タンド駅の駅舎はムッソリーニ時代の様式の記念碑的な建物である。この駅は1940年まで国境のイタリア側の駅だったため、当時のイタリアの体制を象徴する駅として建てられたものである。
ピエーヌ駅は全線の運行再開後も休止されたままである。この駅はロワイヤ川の狭い谷に位置しているため、駅舎が並行する道路をまたぐような構造をしている。
ブレイユ・シュル・ロワイヤ駅には古い鉄道車両や自動車が保存されており、小規模ながら交通博物館となっている。

### ドイツ語
- Rudolf W. Butz, Die Tenda-Linie, Wiederaufbau einer Alpenbahn, OrellFüssli, ISBN 3280015537.

### フランス語
- Gérard De Santos, José Banaudo, Le chemin de fer du Col de Tende, Éditions du Cabri, Menton, 1979.
- José Banaudo, Pascal Béjui, Evviva Nissa - Coni ! , Éditions du Cabri, Menton, 1980.
- De Coni à Vintimille et Nice, une voie ferrée pour deux rivieras, La Vie du Rail, n° 1715, 1979年11月4日, Paris.
- Michel Braun, Le chemin de fer du Col de Tende, hier, aujourd'hui et demain...; Eisenbahn-Amateur, 1975年8月, S. 372.
- Michel Braun, Le chemin de fer du Col de Tende, Eisenbahn-Amateur, 1979年8月, S. 152.

### 日本語
- 地球の歩き方編集室 『フランス鉄道の旅』改訂第2版、ダイヤモンド社、2006年